# Fernando San Martín Félez
Fernando San Martín Félez (firma: SM Félez; Zaragoza el 4 de septiembre de 1930 - Olot, el 2 de junio de 2020) fue un artista español del movimiento «Pánico».
Nació en Zaragoza, de padre un comisario de policía navarro y madre aragonesa. Con un año y medio su familia se trasladó a Barcelona, donde pasó su infancia y adolescencia, hasta los 25 años, tras finalizar su servicio militar y completar sus estudios de arte. Estudió en la Escuela de Artes y Oficios de la Lonja y Escuela de Bellas Artes de Barcelona, donde estudió Historia del Arte, Perspectiva, Dibujo, Pintura y Grabado, y donde obtuvo el Premio al Mérito. Se licenció en Barcelona en 1955 y pronto realizó sus primeros cuadros abstractos.
En 1950 viajó a Francia, gracias a una beca, y acabó instalándose en París en 1957. Allí ingresó en la Escuela de Bellas Artes de París donde estudió grabado (litografía).

## Tendencia artística
En 1958 conoció a Fernando Arrabal, Roland Topor y Alejandro Jodorowsky, fundadores del Movimiento Pánico. A principios de ese año, junto con los pintores Evaristo Vallés, Alberto Plaza, José CANES, Jean-Claude Fiaux, Jacques Albertini, el escultor Alberto Guzmán y el escritor Charles Juliet crearon el grupo «Movimiento», por afinidades plásticas.
Desarrolla los primeros cuadros «pánicos» en 1964 con la realización de los retratos de Fernando Arrabal, compaginando ese año la abstracción y la figuración.
Habiendo visitado la exposición retrospectiva del pintor Kandinsky en el Musée d'Art Moderne de Paris, decidió abandonar definitivamente la abstracción, dada la extensa exploración que había  realizado en todas sus formas y tendencias, que luego se conocieron como varios «ismos».
Finalmente, en 1974 se instaló en Céret (Francia), hasta que en 1993 volvió a España para instalarse en Garriguella (Gerona). Falleció el 1 de junio de 2020.